# كريستوف لوران
كريستوف لوران (بالفرنسية: Christophe Laurent)‏ ولد بتاريخ 26 يوليو 1977 في لوزار، فرنسا، هو دراج فرنسي سابق في صنف سباق الدراجات على الطريق.

## روابط خارجية
- كريستوف لوران على موقع الاتحاد الدولي للدراجات (الإنجليزية)
- كريستوف لوران على موقع أرشيف الدراجات (الإنجليزية)
- كريستوف لوران على موقع إحصائيات الدراجات الإحترافية (الإنجليزية)
- كريستوف لوران على موقع نسبة الدراجات (الإنجليزية)